# Успенско-Николаевский собор (Белгород)
Успенско-Николаевский собор — православный собор в Белгороде, построенный в 1703 году. Самый старый из сохранившихся храмов Белгорода.

## История
Ещё с XVII века на месте собора находилась деревянный храм, позже сгоревший. Собор на его месте строился с 1692 по 1703 год. В 1701 году на его достройку Пётр I пожертвовал деньги.
Собор представляет собой бесстолпный пятиглавый четверик с трапезной и шатровой колокольней, с декором в духе московского зодчества рубежа XVII—XVIII веков. В южной апсиде Никольский престол, в трапезной Предтеченский придел (1751). Венчание перестроено после пожара 1759 года. Собор был закрыт в начале 1930-х, декор был сломан, здание передано хлебозаводу.
В 1986 году храм был взят под охрану государства как памятник архитектуры.
В 1993 году при храме был основан Марфо-Мариинский женский монастырь.
В 1998 году собор был передан церкви, и в нём началась реставрация. Собор был восстановлен в 2005 году.